# Hinter dem Lämmchen
Hinter dem Lämmchen (Nederlands: Achter het lammetje) is een steeg in de binnenstad van Frankfurt am Main. De steeg stamt uit de veertiende eeuw en werd vernietigd in de Tweede Wereldoorlog, tijdens de bombardementen in 1944.
Tussen 2012 en 2018 werd de steeg gereconstrueerd als onderdeel van het Dom Römer-Projekt. De steeg is een van de vier gereconstrueerde straten van dit project. De steeg wordt aan de west- en zuidkant begrensd door de Oude markt, aan de oostkant door de Hühnermarkt en aan de noordkant door de Braubachstraße en de Nūrnberger hof. Een bekend bouwwerk dat zich aan deze steeg bevindt, is het complex Goldenen  Lämmchen (Nederlands: Het gouden Lammetje)

## Afbeeldingen

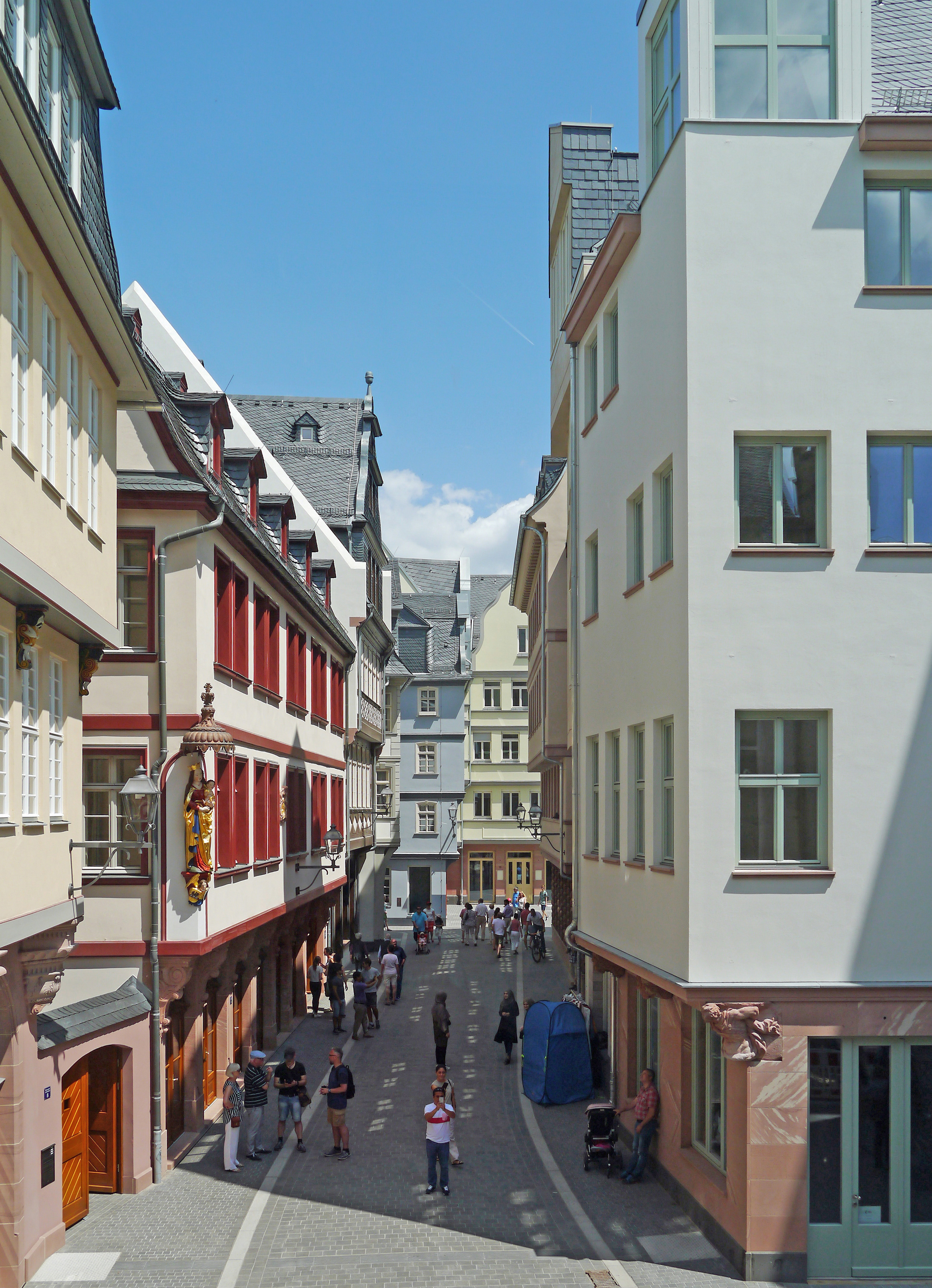
Hinter dem Lämmchen, vanuit het westen in 2018
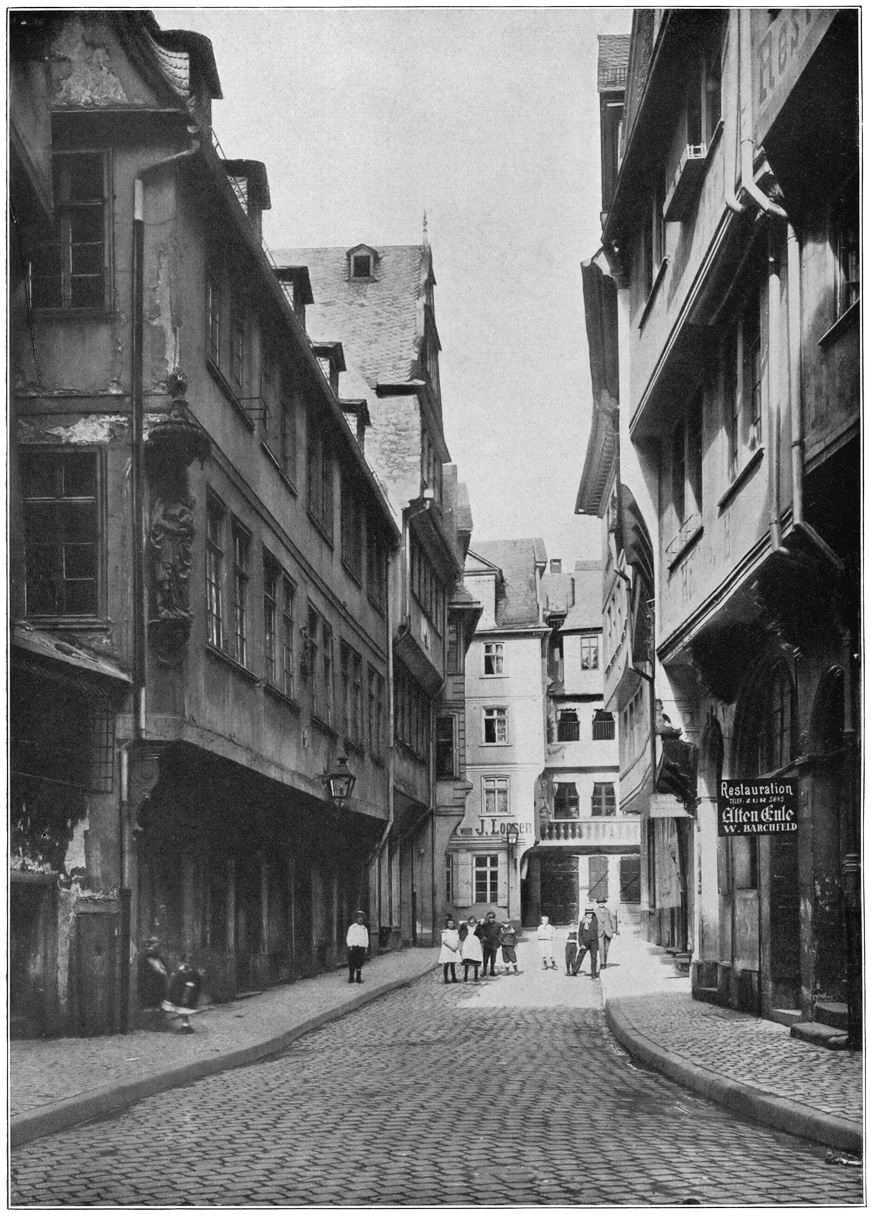
Hinter dem Lämmchen, vanuit het westen in 1910
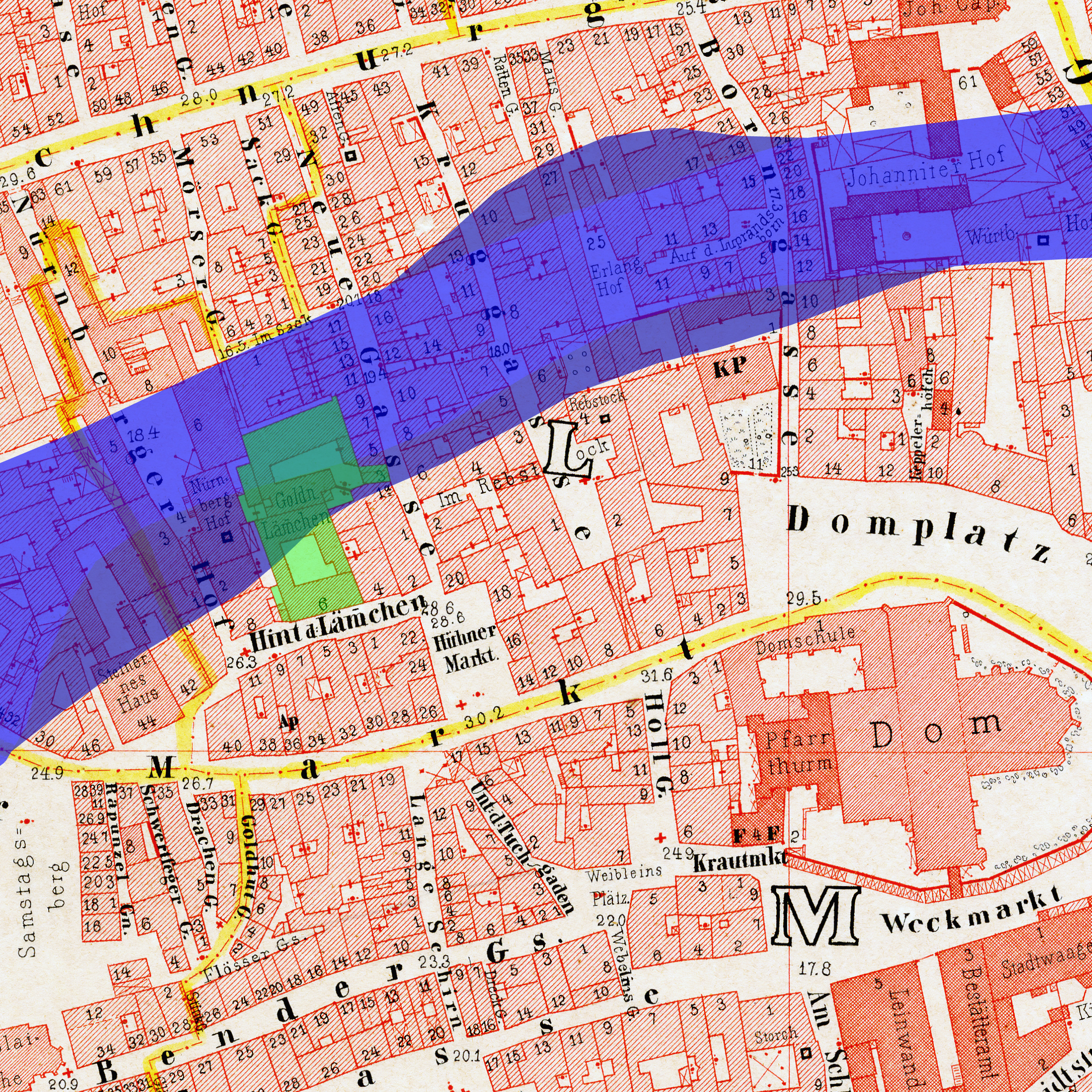
Detail stadsplattegrond van Frankfurm am Main in 1862
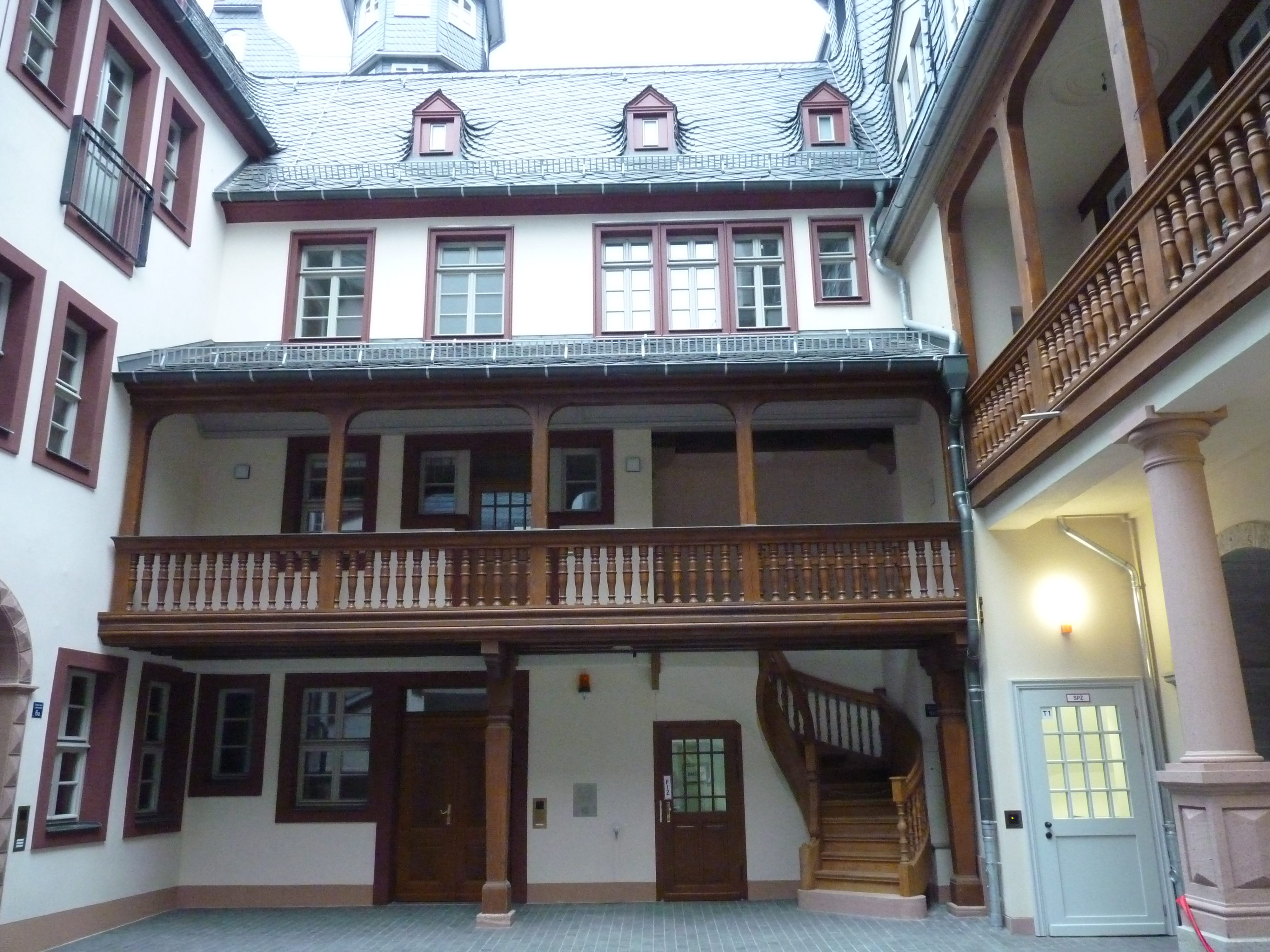
Binnenplaats van het complex Goldenen  Lämmchen in 2018
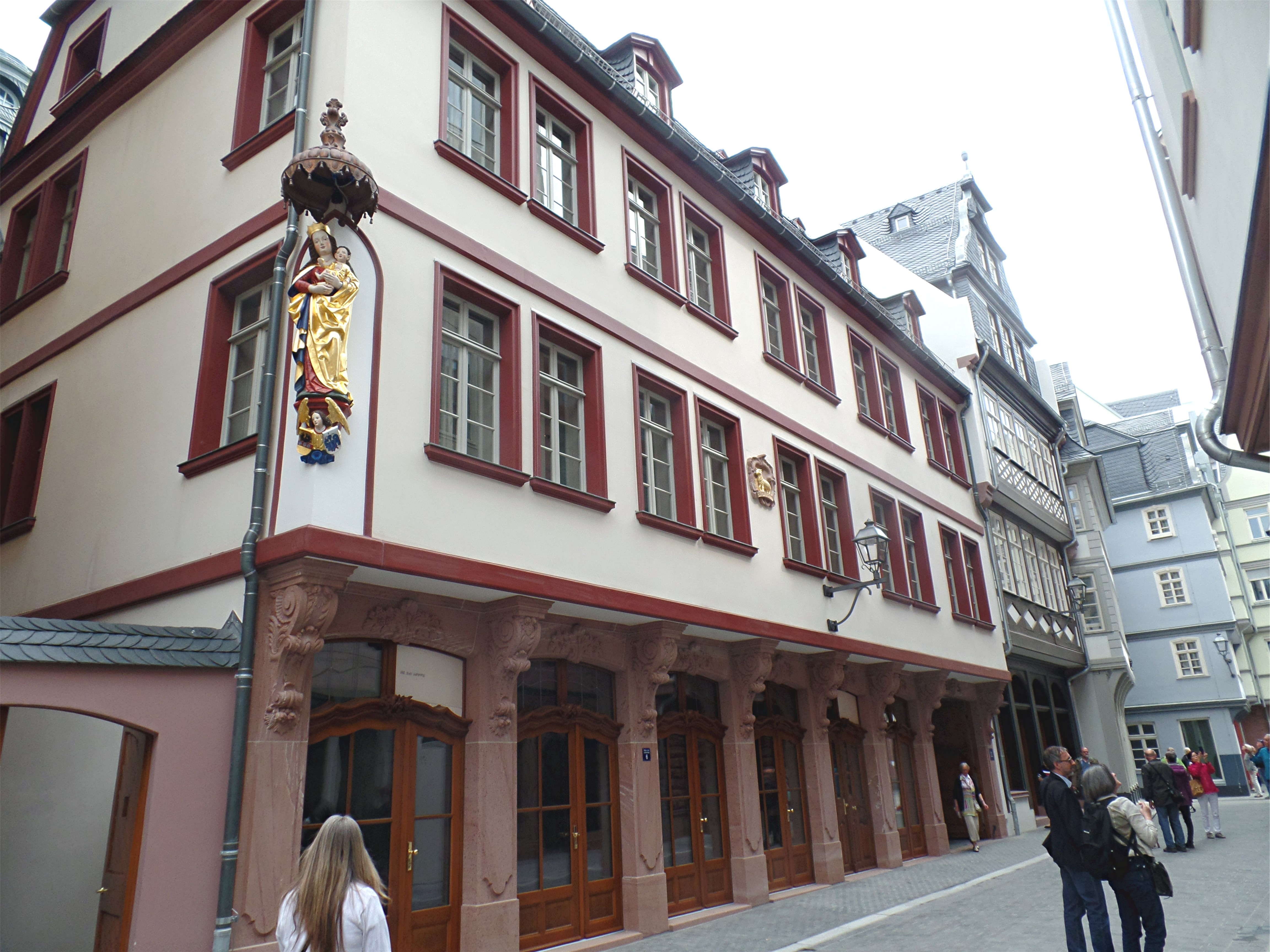
Het complex Goldenen Lämmchen in 2018, vanaf de steegzijde aan het Hinter dem Lämmchen